# Barbro Fällman
Barbro Margareta Fällman, född 3 augusti 1949, är en svensk retorik- och språkexpert. Hon är född och uppvuxen i Stockholm, Sverige.
Barbro Fällman var tidigare lektor och språkforskare. Förutom svenska behärskar hon även engelska, franska och italienska. Idag anlitas hon ofta av TV och medier för att göra analyser när politiker håller tal eller har debatter.
Hon instiftade år 2008 "Stora retorikpriset" och hon är även grundaren och VD av företaget "Retorikcentrum i Sverige AB".
Hon har skrivit eller varit med och skrivit flera böcker. År 2013 medverkade hon även i utbildningsserien "Tala ut!" producerad av UR.